# Dodenom
Dodenom (lothringisch: Duedenuewen/Doudenuewen, deutsch: Dodenhofen) ist ein Ortsteil von Roussy-le-Village, im Département Moselle in der Region Grand Est (bis 2015 Lothringen).

## Geschichte
Weitere Schreibweisen lauteten: Duodinhof (11. Jh.), Dudenhof (1150), Dodeuhoven (1793), Dodenhoven (1801), Dodenhofen (1871–1918).

1811–1826 wurde Dodenom nach Basse-Rentgen eingemeindet, dann 1826 wurde der Ort nach Roussy-le-Village eingemeindet.

### Bevölkerungsentwicklung
| Jahr      | 1793 | 1800 | 1806 |
| Einwohner | 159  | 183  | 148  |